# Ханнеман, Адриан
Адриан Ханнеман (нидерл. Adriaen Hanneman; 1603 или 1604, Гаага — 11 июля 1671, Гаага) — нидерландский рисовальщик и живописец-портретист Золотого века голландского искусства. Работал в Англии.

## Биография
Адриан Ханнеман родился около 1603 года в Гааге в богатой католической патрицианской семье. Учился живописи у гаагского художника-портретиста Яна ван Равестейна.
В 1623 году уехал в Англию, где прожил шестнадцать лет. В Лондоне Ханнеман познакомился с такими художниками, как Антонис Ван Дейк, Корнелис Янсенс ван Кёлен и Даниэль Мейтенс Старший, с 1626 по 1632 год работал помощником в мастерской Мейтенса. Некоторое время, возможно, работал в мастерской Ван Дейка. Пользовался покровительством Константейна Хёйгенса, который представил художника королю Карлу I. Однако из-за революционных событий в Англии, Ханнеман был вынужден вернуться в Нидерланды.
Адриан Ханнеман женился 6 июня 1630 года в Лондоне в церкви Сент-Мартин-ин-зе-Филдс на Элизабет Уилсон, но она умерла в 1637 году. 27 июня 1640 года Ханнеман женился второй раз в Гааге на Марии ван Равестейн, дочери художника Яна ван Равестейна. Третий раз художник женился Гааге 10 ноября 1669 года на Алиде Бесемер. У Адриана Ханнемана и Элизабет Уилсон был сын по имени Уильям (Виллем), который также стал живописцем.
В 1645 году Ханнеман стал деканом Гильдии Святого Луки в Гааге, но в 1656 году вышел из неё и возглавил независимое «Братство живописцев» (Confrerie Pictura).
В «Год бедствий», крайне неудачный для Нидерландов (1670), Ханнеман столкнулся с финансовыми трудностями. Несколько раз в течение 1670 года он был вынужден закладывать и перезакладывать своё имущество.
Живописная манера и стиль Ханнемана оказали влияние на многих нидерландских художников, в частности на Говерта Флинка. Работая в Нидерландах, Адриан Ханнеман продолжал симпатизировать британским роялистам, эмигрировавшим в Нидерланды после победы Кромвеля, и написал несколько их портретов с натуры в своей мастерской в Гааге. Многие портреты работы Ханнемана почти неотличимы от портретов работы Ван Дейка.
Ханнеман был учителем Иеремии ван дер Эйдена, Райнира де ла Хайе, Маркуса ван дер Линде, Гейсбрехта ван Либерже, Симона дю Парка, Бернардуса ван дер Вехте, Яна Янса Вестербена Второго и Корнелиса Вильдта.
Ханнеман скончался в Гааге, завещав все свои рисунки и гравюры ученику Симону дю Парку. Похоронен в семейном склепе своего тестя Яна ван Равестейна в Клостеркерке. Его состояние было оценено нотариусами в одну тысячу нидерландских гульденов — сумму немаленькую, однако и не большую, если учесть его предыдущий финансовый успех..

## Галерея

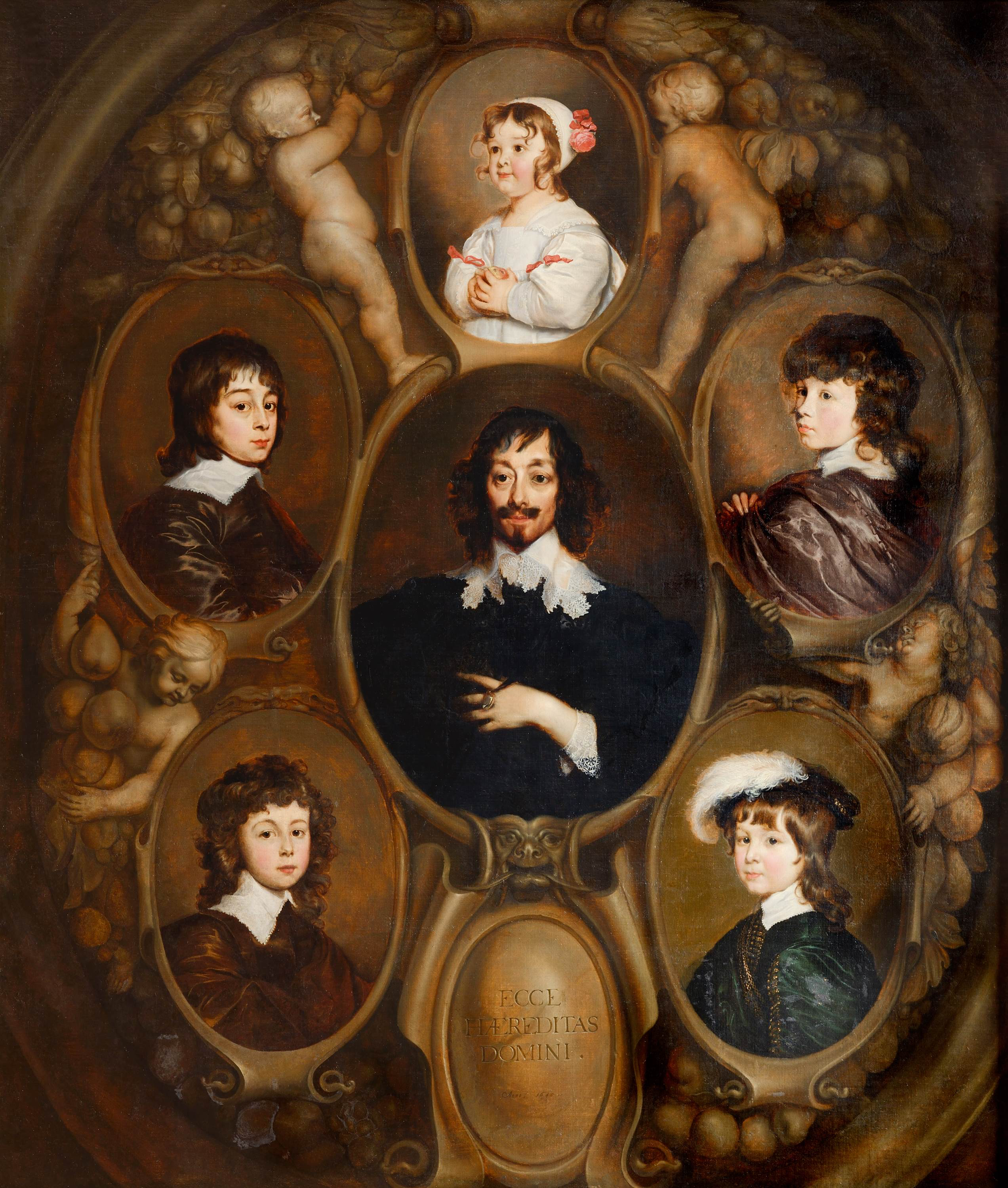
Портрет Константена Хёйгенса и его пятерых детей. 1640. Дерево, масло. Маурицхёйс, Гаага
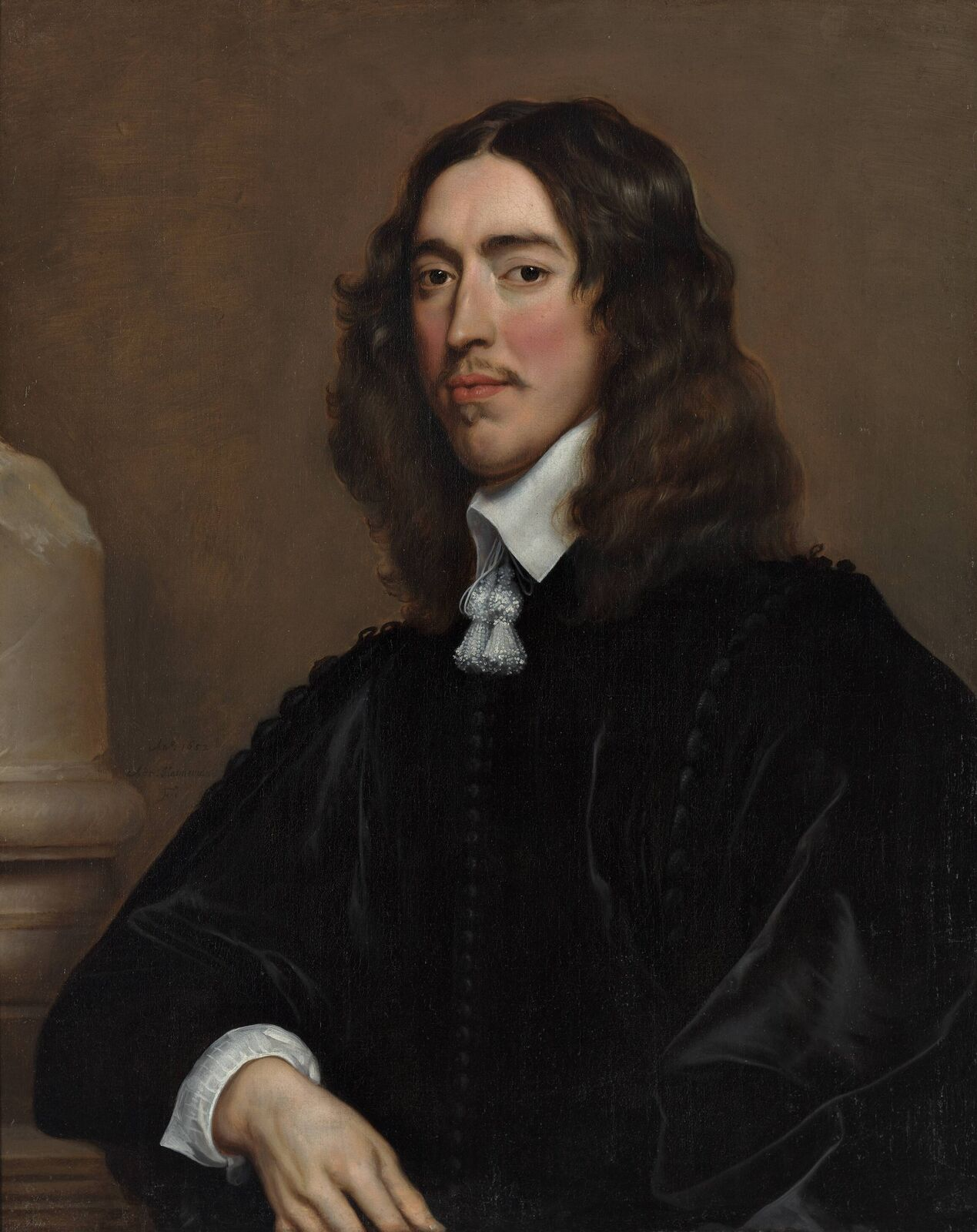
Портрет Яна де Витта. 1652. Холст, масло. Музей Бойманса-ван Бёнингена, Роттердам
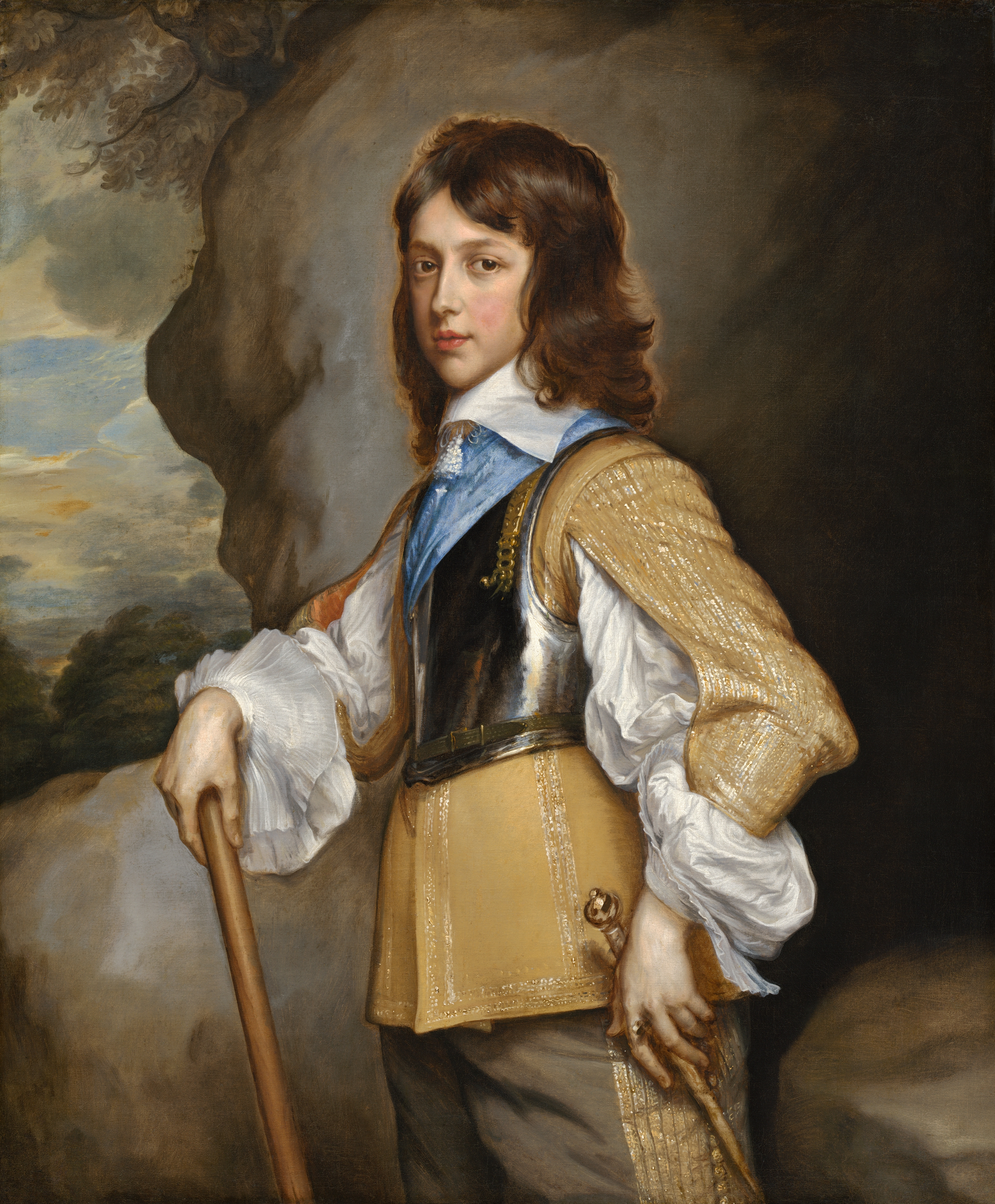
Генри Стюарт, герцог Глостерский. Ок. 1653. Холст, масло. Национальная галерея искусства, Вашингтон
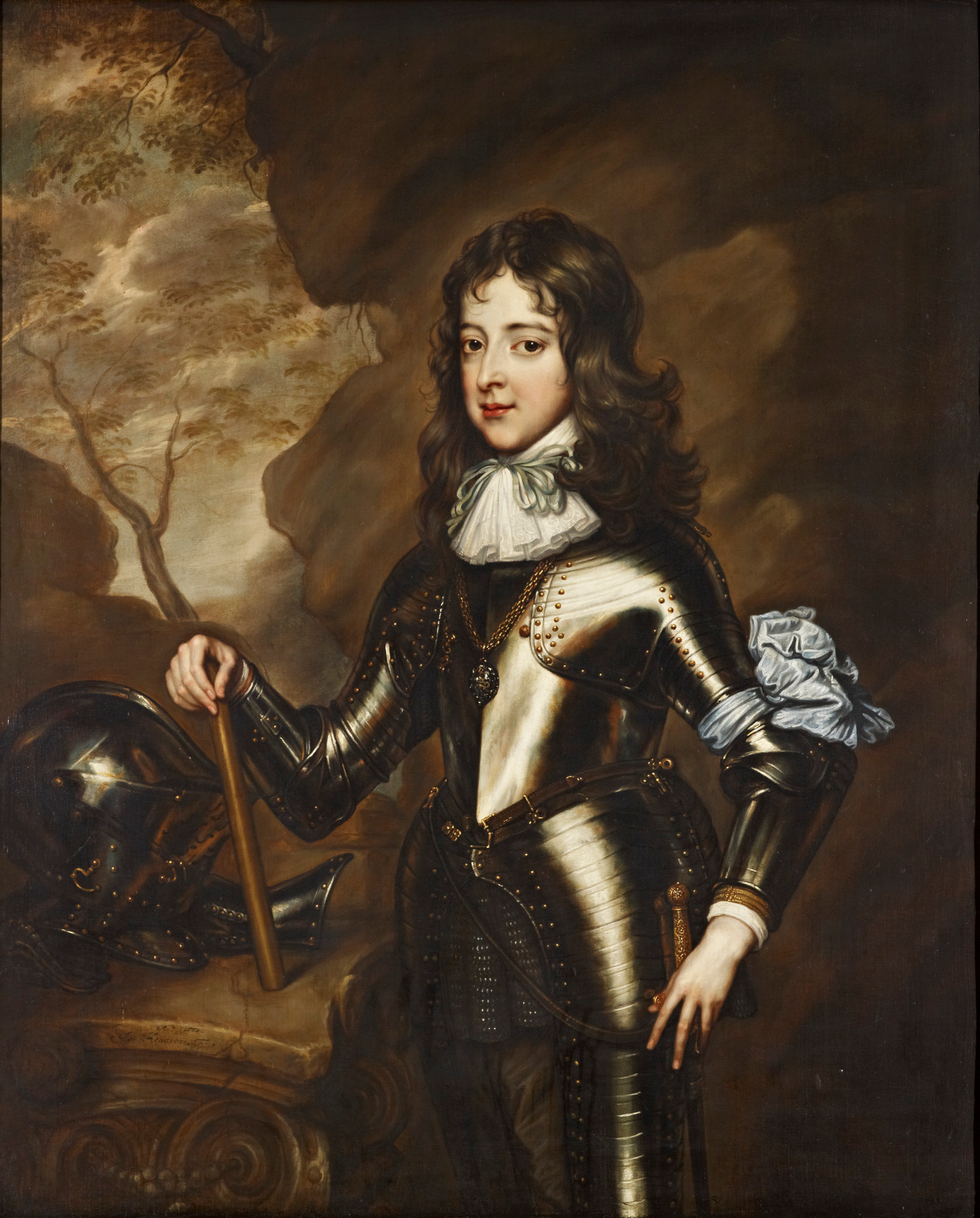
Вильгельм III, принц Оранский в детстве. 1664. Холст, масло. Королевская коллекция, Великобритания
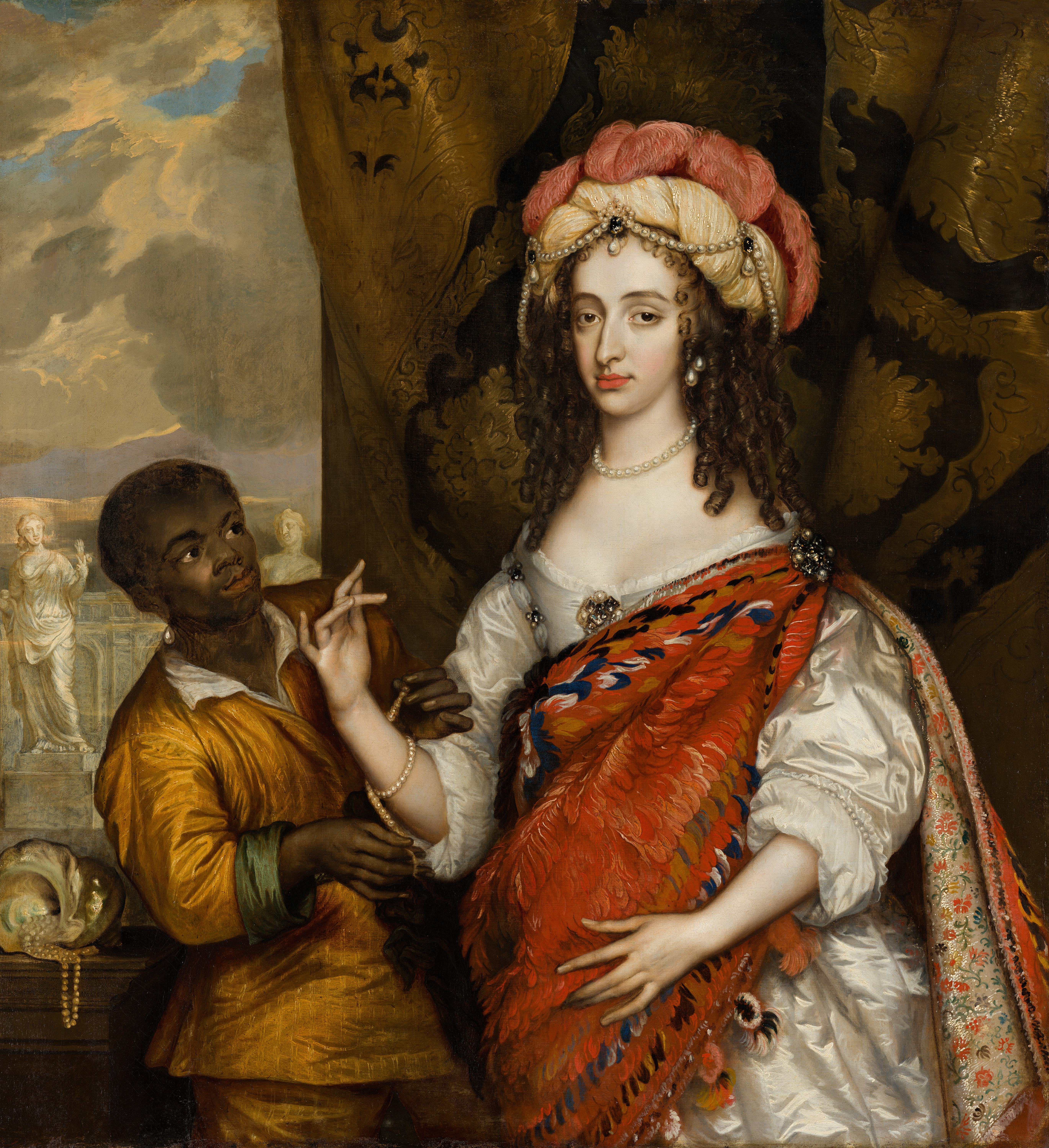
Мария Стюарт, принцесса Оранская. Ок. 1664. Холст, масло. Маурицхёйс, Гаага
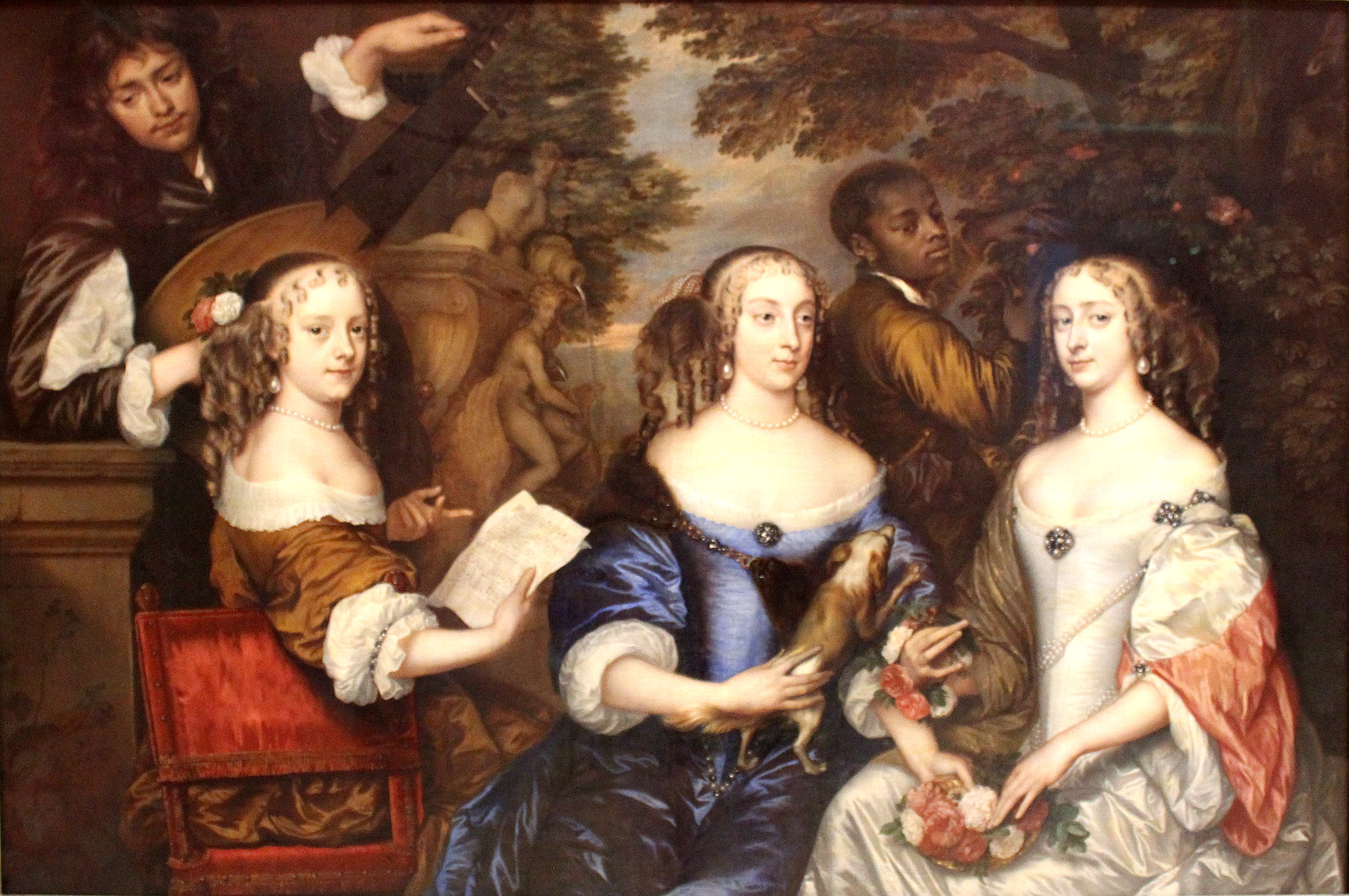
Музыкальное общество (Музицирующие дочери короля Карла I). Музей герцога Антона Ульриха, Брауншвейг
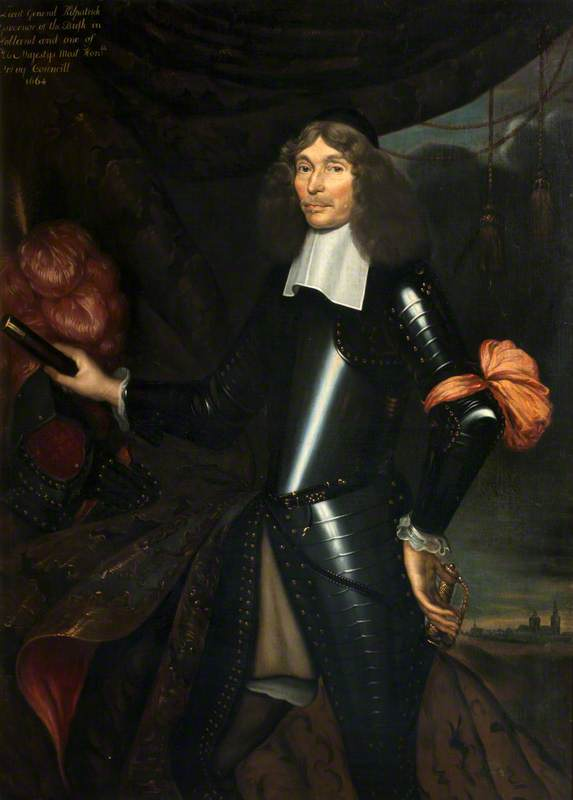
Генерал Джон Кирпатрик, губернатор Буа-ле-Дюк (приписывается). Ок. 1670. Холст, масло. Национальные галереи Шотландии, Эдинбург